# Tir als Jocs Olímpics d'estiu de 2016 - Pistola d'aire 10 metres masculina
La competició de Pistola d'aire 10 metres masculina als Jocs Olímpics d'Estiu de 2016 es va celebrar el 6 d'agost al Centre Nacional de Tir.

## Resultat

### Final
| Pos. | Atleta                       | 1    | 2    | 3    | 4    | 5    | 6    | 7    | 8    | 9    | 10   | 11   | 12   | 13   | 14   | 15   | 16   | 17   | 18   | 19   | 20   | Final | Notes |
| ---- | ---------------------------- | ---- | ---- | ---- | ---- | ---- | ---- | ---- | ---- | ---- | ---- | ---- | ---- | ---- | ---- | ---- | ---- | ---- | ---- | ---- | ---- | ----- | ----- |
| 1    | Hoàng Xuân Vinh · Vietnam    | 10.4 | 10.4 | 10.7 | 10   | 9.8  | 10.6 | 10.1 | 9.8  | 10.1 | 10.3 | 10.6 | 10.3 | 10.4 | 10   | 9.2  | 10.8 | 9.8  | 9.3  | 9.2  | 10.7 | 202.5 | RO    |
| 2    | Felipe Almeida Wu · Brasil   | 10.5 | 10.3 | 10.4 | 10.5 | 10.7 | 10.1 | 9.9  | 9.4  | 9.5  | 10.2 | 10.4 | 9.3  | 10.4 | 9.6  | 10.1 | 10.7 | 10.0 | 9.8  | 10.2 | 10.1 | 202.1 |       |
| 3    | Pang Wei · R.P. de la Xina   | 8.6  | 10.1 | 10.7 | 9.4  | 10.2 | 10.5 | 10.3 | 9.9  | 10.5 | 9.8  | 10.3 | 10.6 | 8.7  | 10.4 | 9.8  | 9.8  | 10.6 | 10.2 | N/D  | N/D  | 180.4 |       |
| 4    | Juraj Tužinský · Eslovàquia  | 10.6 | 10.2 | 10.3 | 10.5 | 10.1 | 9.7  | 10.5 | 9.9  | 10.2 | 9    | 9.9  | 10.2 | 9.4  | 9.9  | 9.1  | 9.9  | N/D  | N/D  | N/D  | N/D  | 159.4 |       |
| 5    | Jin Jong-oh · Corea del Sud  | 10.2 | 10.5 | 9.8  | 9.7  | 9.9  | 9.8  | 9.9  | 10.5 | 9.5  | 10.4 | 9.9  | 10   | 10.6 | 9.1  | N/D  | N/D  | N/D  | N/D  | N/D  | N/D  | 139.8 |       |
| 6    | Giuseppe Giordano · Itàlia   | 9.5  | 10.1 | 9.7  | 10.8 | 10.5 | 10.4 | 10.4 | 10.3 | 8.7  | 9.2  | 9.4  | 9.4  | N/D  | N/D  | N/D  | N/D  | N/D  | N/D  | N/D  | N/D  | 118.4 |       |
| 7    | Vladimir Gontcharov · Rússia | 10.2 | 9.7  | 10.5 | 10.1 | 9.1  | 9.8  | 9.9  | 9.7  | 10.7 | 9.2  | N/D  | N/D  | N/D  | N/D  | N/D  | N/D  | N/D  | N/D  | N/D  | N/D  | 98.9  |       |
| 8    | Jitu Rai · Índia             | 9.5  | 9.8  | 9.6  | 9.7  | 10.1 | 10.2 | 9.7  | 10.1 | N/D  | N/D  | N/D  | N/D  | N/D  | N/D  | N/D  | N/D  | N/D  | N/D  | N/D  | N/D  | 78.7  |       |